# زنبور (فیلم ۲۰۲۴)
زنبور یک فیلم دلهره‌آور روان‌شناختی محصول سال ۲۰۲۴ با بازی نائومی هریس و ناتالی دورمر به همراه گی‌یم مورالس است، کارگردانی و فیلمنامه از مورگان لوید مالکوم است که او این فیلم را از نمایشنامه خود در سال ۲۰۱۵ اقتباس کرده است.

## خلاصه داستان
کارلا و هدر سال‌هاست که با هم صحبت نکرده‌اند، ملاقات می‌کنند، اما آنچه هدر برای گفتن دارد، بازتابی برای هر دو زن دارد.

## بازیگران
- نائومی هریس در نقش هدر باکسفیلد
- ناتالی دورمر در نقش کارلا جکسون
- لیلی-آن مارستون اسمیت در نقش دختر کارلا
- بیو پلستد در نقش توبی
- اولیویا جونو کلورلی در نقش کارلای جوان

## تولید
نمایشنامه زنبور در سال ۲۰۱۵ توسط لین گاردنر به‌عنوان «به‌طور لذت‌بخش» توصیف شد و از تئاتر همپستد به تئاتر ترافالگار با می‌آنا بورینگ و لارا دانلی در نقش‌های کارلا و هدر منتقل شده است.
تصویربرداری اصلی در باث (سامرست) انگلستان در نوامبر ۲۰۲۲ انجام شد.

## پخش
فیلم زنبور توسط شوت! استودیو در ۹ شهریور ۱۴۰۳  (۳۰ اوت ۲۰۲۴) در ایالات متحده آمریکا به اکران عمومی رسید. همچنین این فیلم اولین نمایش جهانی خود را در جشنواره فیلم ترایبکا در ۱۳ ژوئن ۲۰۲۴ انجام داد.

## نقدها
در جمع‌آوری نقد وبگاه راتن تومیتوز، این فیلم بر اساس ۲۶ نقد، امتیاز ۷۷٪راا با میانگین امتیاز ۶۵ از ۱۰ گرفت. متاکریتیک با استفاده از میانگین وزنی ۶۹ از ۱۰۰ را بر اساس نظر ۷ منتقد انتخاب کرد که نشان دهنده نظرات «به طور کلی مطلوب» است.